# Burzi Attila
Burzi Attila (Vác, 1975. január 10. –) magyar bajnok labdarúgó, középpályás, edző.

## Pályafutása
1993 és 2000 között a Vác labdarúgója volt. Tagja volt az 1993–94-es bajnokcsapatnak. A Váctól több csapatban szerepelt kölcsönben. 1994-ben az FC Hatvan, 1994–95-ben a Gödöllő LC, 1996–97-ben az Érdi VSE játékosa volt az NB II-ben. 1998-ben pedig az élvonalbeli Tiszakécske csapatánáél volt kölcsönjátékos. 2000–01-ben a Fóti SE, 2001–02-ben a REAC, 2002 és 2004 között a Kecskeméti TE, 2007–08-ben a Soroksár SC másodosztályú csapatában szerepelt.
1994 és 2007 között 33 élvonalbeli és 50 másodosztályú mérkőzésen szerepelt. 
2019 és 2021 között a Vác FC-nél dolgozott edzőként. 2020 februárjától a csapat vezetőedzője volt.

## Sikerei, díjai
Vác FC-Samsung
- Magyar bajnokság
  - bajnok: 1993–94